# Fiat Mirafiori

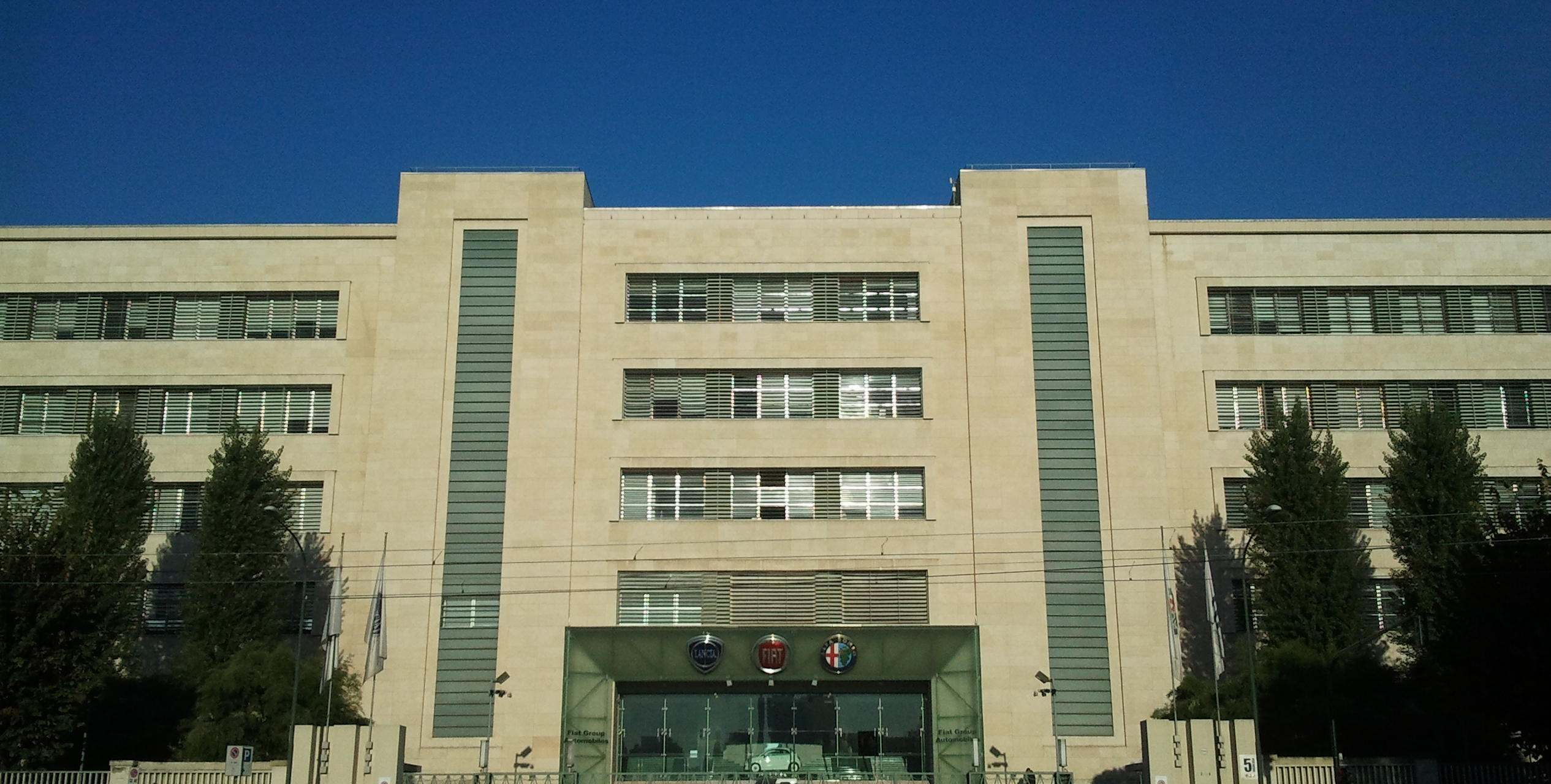
Edificio de oficinas de la fábrica de Mirafiori.

Fiat Mirafiori es la mayor fábrica de Fiat Group Automobiles en Turín. Se encuentra situada en el distrito de Mirafiori Sur, en el lugar donde estaba el antiguo castillo de los Mirafiori Saboya (ahora destruido). Fue inaugurada el 15 de mayo de 1939.

## Descripción
Actualmente el de Mirafiori es uno de los mayores complejos industriales italianos. Ocupa una superficie de 2.000.000 m². En el interior se extienden 20 kilómetros de líneas de ferrocarril y 11 kilómetros de caminos que conectan los distintos almacenes subterráneos. El conocido edificio de oficinas, que da a la Avenida Giovanni Agnelli, es una construcción de cinco plantas de 220 metros de largo, cubierto con piedra blanca de Finale. En la fábrica trabajan unos 12.000 empleados, de los cuales aproximadamente 5.400 trabajan en el área de carrocerías. Dispone de una capacidad de producción de 1.115 vehículos diarios.

## Historia

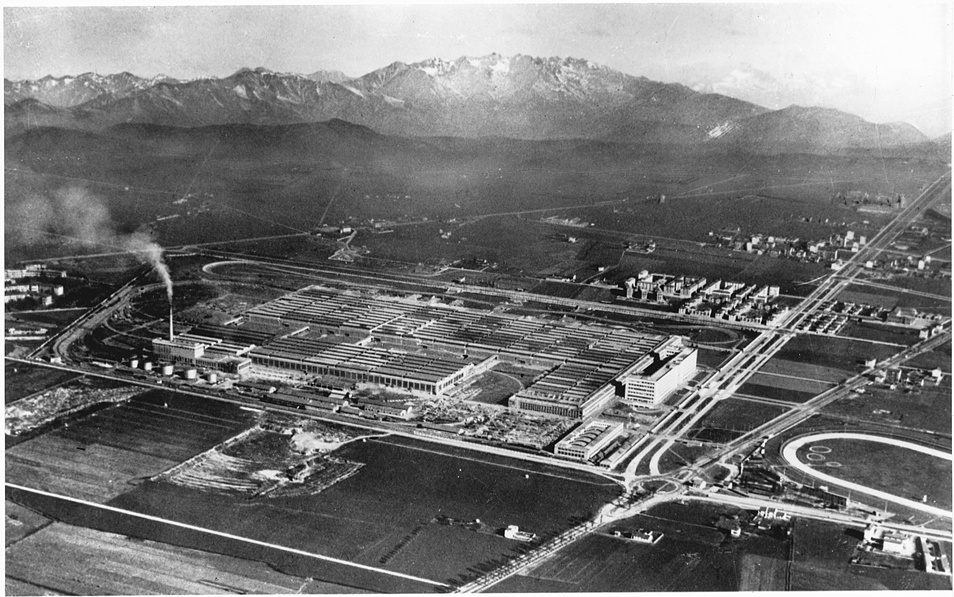
Inauguración de la fábrica de Mirafiori.

El presidente de Fiat, Giovanni Agnelli, había visitado las plantas de producción de la industria automovilística de Estados Unidos en octubre de 1934 y en esta ocasión también había conocido a Henry Ford y observado la nueva y gigantesca planta de Ford en River Rouge, cerca de Detroit, donde la empresa americana había modernizado aún más sus técnicas industriales, instalando nuevas líneas de montaje con desarrollo horizontal, con la consiguiente reducción de costes, aumento de la velocidad de las líneas y mejor integración de la producción. 
La planta fue planeada por Fiat a partir de 1936, cuando se comprobó que la capacidad de producción de la planta de Lingotto era insuficiente.
La planta fue diseñada por el arquitecto Vittorio Bonadè Bottino en 1936 después de que la anterior planta de Fiat, la de Lingotto, resultara insuficiente.
Fue inaugurada el 15 de mayo de 1939 en presencia de Benito Mussolini. El primer modelo producido fue el Fiat Topolino. 

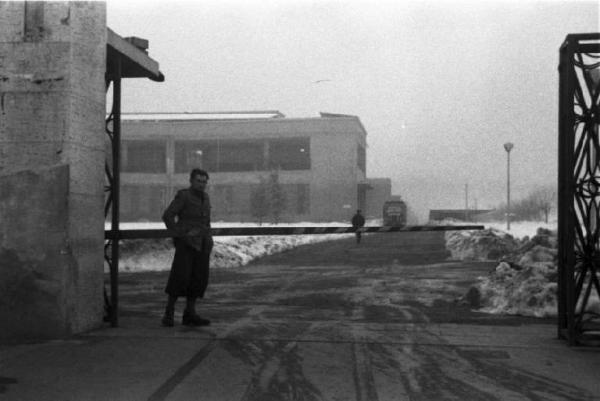
Entrada a las puertas de Mirafiori en 1946, fotografía de Federico Patellani

Para su construcción se derribaron las caballerizas construidas en 1924 por Riccardo Gualino (demoliendo las anteriores caballerizas de Vercelloni) según diseño del arquitecto Vittorio Tornielli. y que servía al hipódromo de Mirafiori, activo hasta los años 50 y situado frente a la fábrica.
El plan para la nueva fábrica de Fiat contemplaba la construcción de una gigantesca planta industrial para la producción de automóviles, motores de aviación y productos de hierro fundido y metalúrgicos. La planta se construiría en una superficie de un millón de metros cuadrados, con talleres de 500 metros de ancho y 700 metros de largo. Se construirían siete kilómetros de túneles subterráneos y once kilómetros de líneas ferroviarias rodearían la fábrica. Junto a la fábrica se construiría una pista de pruebas de dos kilómetros y medio. La planta de Mirafiori estaba programada para emplear a más de 22.000 trabajadores, distribuidos en dos turnos; esto concentraría una cantidad sin precedentes de trabajadores. Los planes de Fiat para la gigantesca fábrica pretendían simbolizar el poder industrial de la compañía y su claro liderazgo nacional. La gran fábrica, según los planes de la compañía, también pretendía ser un experimento social, donde la disciplinada clase obrera piamontesa pudiera vivir y trabajar en un entorno confortable, equipado con áreas de recreo y servicios modernos.
La fábrica de Fiat en Mirafiori se inauguró el 15 de mayo de 1939 en presencia del propio Benito Mussolini, quien, flanqueado por Giovanni Agnelli y Achille Starace, habló desde el escenario instalado ante aproximadamente 50.000 trabajadores de Fiat . El Duce, sin embargo, fue recibido con frialdad, sin grandes muestras de entusiasmo; los trabajadores, afectados por el encarecimiento de los alimentos debido a la política autárquica y por el temor a la inminente guerra, demostraron en esta ocasión su distanciamiento del régimen fascista. Mussolini, irritado por la indiferencia obrera, incluso pareció dispuesto a interrumpir su discurso y abandonar el escenario. No obstante, Mussolini ya había mostrado su inquietud y preocupación por el enorme tamaño de la fábrica y había expresado sus dudas sobre la planta de Mirafiori al presidente Agnelli, destacando los riesgos de una planta industrial tan gigantesca, donde la clase obrera se concentraría masivamente, lo que podría ser peligroso para la cohesión social del régimen.
El primer modelo en producirse fue el Fiat 700, un proyecto que quedó inconcluso debido al estallido de la Segunda Guerra Mundial. La producción de automóviles comenzó en 1947 con la segunda serie del 500 A y la reubicación de las líneas del Fiat 1100, anteriormente fabricadas en Lingotto.
El 5 de marzo de 1943, comenzó una huelga obrera en el Taller 19 de la planta. En pocos días, 100.000 trabajadores se declararon en huelga: fue la primera gran rebelión obrera, que pronto se extendería a todas las fábricas del norte de Italia. Conocidas históricamente como las "huelgas de marzo de 1943", marcaron el inicio del colapso del régimen fascista y representaron el primer esfuerzo concertado de la resistencia antifascista.
En marzo de 1943, comenzó en el taller 19 de la fábrica una huelga de trabajadores. En pocos días se convirtieron en más de 100.000. Fue la primera gran rebelión de clase en Turín y pronto se extendió a todas las fábricas del Norte de Italia. Pasó a la historia como la "huelga de marzo de 1943". Marcó el comienzo de la caída del régimen fascista y representó el primer movimiento antifascista de la Resistencia Italiana. 
Seriamente dañado por los bombardeos durante la Segunda Guerra Mundial, la fábrica fue reconstruida y ampliada con un proyecto que culminó en 1958 duplicando su capacidad de producción. Después de la guerra, la fábrica se convirtió en el centro del gran desarrollo industrial de Turín, marcado por la tensión social. 

### El Fiat de Valletta
Inmediatamente después del fin de la Segunda Guerra Mundial, la situación en Fiat y su planta principal fue inicialmente muy difícil. Parcialmente implicada en la colaboración con las fuerzas de ocupación alemanas y el gobierno de la República de Saló, la dirección de la empresa, empezando por el presidente Vittorio Valletta, fue destituida y sometida a una comisión de purga, mientras que la dirección fue transferida a una comisión encabezada por Giovanni Antonio Cavinato. Sin embargo, la destitución de Valletta y sus hombres duró poco; para 1946, el presidente había retomado sus funciones y pudo desarrollar de forma independiente el programa de expansión industrial que había concebido con audacia y estaba decidido a implementar a pesar de la difícil situación que atravesaban la empresa e Italia.

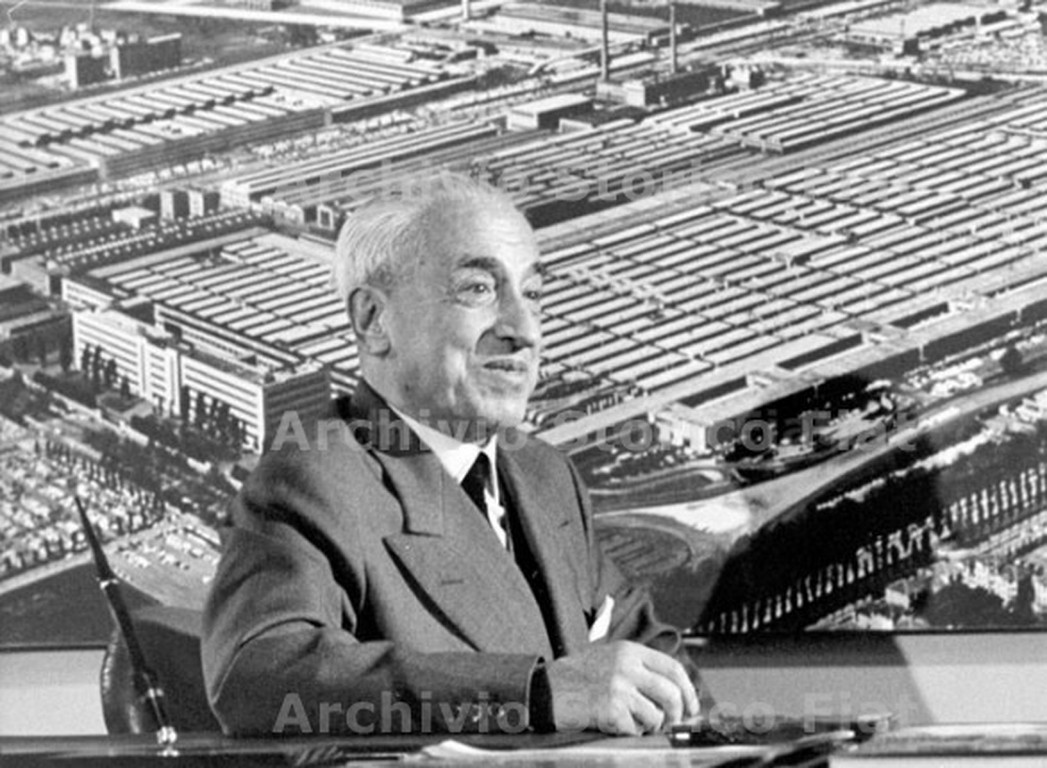
Vittorio Valletta en su oficina de Turín; en la pared hay una fotografía gigante de la planta de Fiat Mirafiori.

Valletta creía que era posible un gran programa de desarrollo para Fiat, basado en la producción en masa, con las técnicas más modernas, de automóviles de pequeño motor, los llamados "utilitarios", que podrían construirse con costes inferiores a los de las grandes potencias industriales, debido al menor coste de la mano de obra italiana. Consideraba esencial ampliar radicalmente la capacidad de producción y planificar la motorización en masa en Italia; en este ambicioso plan, el papel de la gran planta Fiat Mirafiori, donde se construirían los "pequeños automóviles" utilizando técnicas de cadena de montaje, se hizo esencial; por lo tanto, la planta tuvo que ampliarse aún más y sus trabajadores aumentarían constantemente en número: 16.000 en 1953, 21.000 en 1959, 32.000 en 1962.
En 1949, Valletta lanzó la segunda fase de su programa de crecimiento industrial para Fiat, centrándose en la producción en cadena de montaje, principalmente en la planta de Mirafiori, de nuevos automóviles compactos para la motorización masiva. El presidente emprendió una vigorosa lucha contra la base obrera vinculada al Partido Comunista y al sindicato metalúrgico comunista, con el objetivo de recuperar el control total de la empresa y sus fábricas, estableciendo un régimen laboral basado en un rígido sistema jerárquico y el principio de autoridad. Valletta consideró esta fase de su programa absolutamente crucial para el éxito del plan industrial. Los pilares de su plan de guerra abierta contra la izquierda fueron los despidos selectivos de los "destructores" comunistas, la creación de "unidades de confinamiento" dentro de la fábrica para confinar a los trabajadores indisciplinados, el apoyo a los nuevos sindicatos anticomunistas moderados, los registros sistemáticos de los empleados y la creación de un sistema de supervisores y mandos intermedios con un control laboral extremadamente estricto y una lealtad absoluta a la dirección de Fiat. De esta manera, en pocos años, Fiat Mirafiori se convirtió en una fábrica completamente disciplinada, poblada mayoritariamente por empleados nuevos, jóvenes, inexpertos y poco cualificados, obedientes pasivamente a las directivas organizativas de la empresa, construida sobre un severo sistema jerárquico, libre de conflictos sindicales.
Simultáneamente a la activación inflexible de los procedimientos para asumir el control absoluto del trabajo fabril, Valletta procedió a la importante ampliación de las plantas de Mirafiori; en 1956 se inauguró la ampliación denominada "Mirafiori-Sud", Donde se ubicaban el Departamento Mecánico, donde se fabricaban principalmente motores y transmisiones, y las Prensas, con la estampación de chapa metálica. El antiguo edificio "Mirafiori-Nord" albergaba el edificio de gestión de la fábrica, la sección de Fundición y Forja, con el área metalúrgica, y, sobre todo, el Taller de Carrocería, donde se transportaban piezas de otras áreas de la planta para el trabajo de carrocería (soldadura de carrocería y montaje de capós, puertas y piezas móviles), pintura y ensamblaje final del vehículo. Fiat Mirafiori alcanzaba así una vasta extensión de casi tres millones de metros cuadrados, la mitad de los cuales estaban cubiertos, con 37 accesos y un perímetro de diez kilómetros. La gigantesca planta, considerada hoy la mayor fábrica del mundo, tenía 40 kilómetros de líneas de montaje, 223 kilómetros de transportadores aéreos y 13.000 máquinas-herramientas en funcionamiento; la planta también contaba con 13 kilómetros de túneles subterráneos, 22 kilómetros de carreteras y 40 kilómetros de vías férreas. A medida que la planta duplicaba su tamaño, Fiat continuó contratando a miles de nuevos trabajadores, en su mayoría jóvenes inmigrantes del sur de Italia. El número de trabajadores en Mirafiori siguió creciendo a lo largo de la década de 1960. El pico de contratación se alcanzó entre 1961 y 1963, cuando 22.000 nuevos trabajadores llegaron a Fiat en Turín. En 1966, Fiat Mirafiori contaba con 49.000 empleados, la gran mayoría jóvenes inmigrantes, cifra que aumentó a 52.000 (47.600 trabajadores y 5.000 empleados) en 1969.
Los resultados de producción y el éxito comercial de Fiat en La Valleta durante las décadas de 1950 y 1960 fueron extraordinarios y propiciaron la motorización de los italianos. Las modernas líneas de montaje de la gigantesca fábrica de Mirafiori produjeron los nuevos modelos Fiat 600, comenzando en 1955 con 2,7 millones de unidades, y el Fiat 500, del que a partir de 1958 se fabricaron 3,7 millones de unidades a lo largo de más de una década. Para 1962, se habían producido más de un millón de automóviles en Italia, principalmente en la planta de Mirafiori.
Sin embargo, en 1962, a pesar del éxito de producción de Fiat y la normalización de la jerarquía en la fábrica de Mirafiori, se produjo el primer caso de rebelión obrera tras más de una década del rígido régimen disciplinario impuesto por La Valleta. En julio de ese año, estallaron violentas protestas en Piazza Statuto, lideradas por numerosos grupos de trabajadores de FIAT que atacaron la sede local de la UIL, responsable de alcanzar un acuerdo sindical con la dirección de la empresa. Los enfrentamientos entre manifestantes y fuerzas del orden continuaron durante días, y aunque en aquel momento corrieron rumores de "provocadores" o agentes de fuera de Turín, parece que los alborotadores eran en realidad la gran mayoría de los jóvenes trabajadores de Fiat Mirafiori, recién emigrados del sur de Italia e inmersos en un entorno social hostil y desfavorecido. El movimiento de protesta siguió siendo un fenómeno aislado por el momento, pero en retrospectiva resultó ser un precursor de una era social y política completamente diferente que comenzaría en 1968-1969.
La dirección de Fiat en Valletta, aparentemente victoriosa en las relaciones con los representantes sindicales y en el control jerárquico de la fábrica, había creado en realidad una tensión permanente en el seno de Mirafiori, acentuando las dificultades surgidas a causa del nuevo sistema de producción basado en la cadena de montaje, la producción en masa y la descualificación del trabajador no cualificado sometido al control opresivo de una patronal enteramente dedicada a la empresa y centrada sólo en la eficiencia productiva del trabajo en la cadena de montaje. Además, la situación se volvió aún más explosiva a finales de los años 60 debido a las características de los nuevos trabajadores empleados en masa en Mirafiori: la gran mayoría eran jóvenes procedentes del Sur, el 75% del total de los trabajadores empleados en la sección "Carrocería", poco cualificados, completamente ajenos a la realidad local, obligados a vivir en condiciones ambientales degradadas, sometidos en la fábrica al rígido control de la jerarquía de directivos de Fiat, casi todos de origen piamontés.

### El "poder obrero" de los años 70 y el terrorismo fabril
El profundo cambio cualitativo en la base obrera de Mirafiori con la inclusión de jóvenes emigrantes del sur, muchos de los cuales se establecieron en el distrito de Mirafiori o en pueblos cercanos (como Nichelino, Beinasco y Orbassano), Las características menos cualificadas del trabajo repetitivo y alienante en la cadena de montaje del nuevo "trabajador de masas", el aumento numérico de trabajadores en la gigantesca fábrica y las demandas de una renovación profunda y radical presentes en la sociedad italiana, caracterizaron por completo la historia de la planta de Fiaten la década de 1970. Las etapas más importantes de las luchas obreras en Fiat fueron el llamado otoño caliente de 1969, la lucha sindical de 1971, que culminó con el nacimiento de la nueva representación obrera de delegados de fábrica elegidos entre los trabajadores más combativos y radicales, que suplantarían por completo a las ineficaces comisiones internas de los años cincuenta y sesenta, la ocupación de la planta en 1972 para la renovación del contrato metalúrgico con banderas rojas ondeando sobre la fábrica y la aparente victoria obrera. En realidad, la lucha radical dentro de la fábrica Mirafiori en los años 70 no se limitó a estas fases particularmente intensas, sino que fue un proceso continuo, casi cotidiano, que trastocó completamente las relaciones de poder en la fábrica y permitió que el llamado "poder obrero" se manifestara concretamente en la vida cotidiana de la planta.
Las Brigadas Rojas llegaron a Turín en 1972 y organizaron una sección de la organización en la gran ciudad obrera, donde el clima político estaba dominado por importantes luchas sindicales y el extremismo de los delegados de fábrica. Para las Brigadas Rojas, unirse a las protestas e infiltrarse en la gran fábrica de Mirafiori para hacer proselitismo y fomentar un giro extremista y revolucionario entre los trabajadores se convirtió rápidamente en una prioridad. La sección de las Brigadas Rojas operaba en estricta clandestinidad, pero logró reclutar a numerosos trabajadores, algunos de los cuales se afiliaron activamente a la organización y otros se limitaron a distribuir material de propaganda dentro de la planta. En la segunda mitad de la década de 1970, la sección turinés de las Brigadas Rojas logró establecer un llamado "frente de fábrica" para gestionar las acciones directas contra Fiat, y dos brigadas independientes, una para la sección "Presse" y otra para la sección "Carrozzerie" de Mirafiori, con sus propios miembros regulares, no clandestinos, tanto trabajadores como miembros de las Brigadas Rojas. En la fábrica Mirafiori, trabajaban regularmente varios trabajadores conocidos y apreciados por los trabajadores, que además eran importantes líderes de la organización y participaron activamente en las acciones violentas. Entre ellos se encontraban Angelo Basone, reconocido sindicalista de la sección "Presse"; Luca Nicolotti, también trabajador de la sección "Presse"; Nicola d'Amore, trabajador de la sección "Carrozzerie"; Cristoforo Piancone y Lorenzo Betassa, trabajador y delegado sindical de la sección "Carrozzerie".
Durante los Años de Plomo, hubo algunas muestras de apoyo a las acciones violentas de las Brigadas Rojas, interpretadas por los trabajadores con mayor activismo ideológico como una justa represalia contra los jefes de Fiat más detestados dentro de Mirafiori y como un acto de intimidación contra la jerarquía que habría traído beneficios concretos a los trabajadores de la fábrica. En algunas ocasiones, incluso hubo demostraciones explícitas del considerable desinterés de los trabajadores de Mirafiori por la suerte de las víctimas de los terroristas.

### La derrota de los trabajadores: automatización y reestructuración de las fábricas en los años 1980
El momento decisivo de la lucha de clases en la fábrica Mirafiori y el último intento de la clase obrera, que ya llevaba años luchando debido a la exasperación generalizada por el conflicto, los disturbios y la violencia, por detener la reestructuración y automatización en marcha en las plantas de Fiat, comenzó en septiembre de 1980 como respuesta a la decisión de la dirección de Fiat, liderada principalmente por el rígido y decidido director general Cesare Romiti, de despedir a casi 15.000 trabajadores, aparentemente por motivos relacionados principalmente con la crisis económica y las dificultades financieras de la empresa. Los delegados de fábrica reaccionaron al anuncio de Fiat rechazando rotundamente las decisiones de la empresa e iniciando una huelga indefinida y piquetes en las puertas de la fábrica para impedir el acceso a las plantas y detener la producción.
Así comenzaron los "35 días de Fiat". Los trabajadores de la planta de Mirafiori se unieron masivamente a la protesta, y durante más de un mes la fábrica estuvo bloqueada por miles de trabajadores congregados en las puertas mientras se llevaban a cabo las negociaciones. Los representantes de la central sindical intentaron, sin mucho éxito, negociar un acuerdo más favorable, pero en la práctica no apoyaron las demandas extremistas de los trabajadores de Fiat, más politizados, que favorecían la ocupación de las fábricas. Mientras tanto, la dirección del PCI parecía más decidida a llevar el asunto adelante. En realidad, el secretario del partido, Enrico Berlinguer, fue a las puertas de Mirafiori para mostrar solidaridad con los trabajadores pero, hablando delante de los huelguistas, utilizó expresiones poco claras, diciendo genéricamente que el partido no dejaría de ayudar a los trabajadores en el caso de que decidieran "con métodos democráticos" ocupar la fábrica. De hecho, la situación general estaba evolucionando desfavorablemente para los trabajadores de Fiat: el cansancio de la larga huelga, la frustración por la falta de decisiones, la exasperación de una parte de los empleados deseosos de volver al trabajo y, sobre todo, la inesperada, numerosa y activa oposición antiobrera de los mandos medios y directivos de Fiat, manifestada de forma sensacional con la "Marcha de los Cuarenta Mil" del 14 de octubre de 1980, provocaron un punto de inflexión en la larga disputa.
Desde principios de la década de 1970, Fiat había iniciado un vasto programa de reorganización del trabajo en la fábrica, en parte para satisfacer las demandas de los sindicatos de trabajadores de una reducción de las cargas de trabajo y una organización del trabajo menos opresiva y repetitiva, pero sobre todo para lograr un aumento radical de la productividad y la eficiencia de sus plantas y, por lo tanto, reducir los costos de fabricación y, en última instancia, reducir sustancialmente el número de trabajadores empleados. En la fábrica de Mirafiori, algunos robots de soldadura Unimate se instalaron por primera vez en 1972, luego se activó el sistema Digitron en 1975 y a principios de la década de 1980 entró en funcionamiento el moderno sistema Comau Robogate, ya probado en la planta de Rivalta desde 1978. Estas innovaciones tecnológicas permitieron un aumento decisivo en los procesos de automatización industrial; mientras que el sistema Digitron dirigía el delicado acoplamiento de la carrocería con los motores mediante robots de transporte, el sistema Robogate controlaba todas las fases de la soldadura de la carrocería que se realizaban en las estaciones de soldadura robotizada donde las carrocerías de diferentes modelos eran transportadas automáticamente por portadores robotizados. En Mirafiori también se activó el sistema LAM (mecanizado de motores asíncronos) para el ensamblaje fuera de línea de los motores.
En los años setenta Fiat comercializó el Fiat 131. Su nivel de equipamiento más alto fue comercializado bajo la denominación Mirafiori o Supermirafiori en honor a su planta turinesa.
Estas innovaciones tecnológicas, implementadas por la nueva dirección de la división automotriz de Fiat, dirigida por Vittorio Ghidella, transformaron profundamente la planta de Mirafiori en la década de 1980 con la automatización de varios departamentos críticos, como el taller de chapa y pintura, y las prensas. Sobre todo, redujeron sustancialmente el número de trabajadores empleados. En particular, en los talleres de chapa y pintura, que fueron automatizados casi por completo por Robogate, los trabajadores solo eran necesarios para la inspección y el mantenimiento de los sistemas. En consecuencia, muchos de los talleres de la fábrica experimentaron una transformación completa, quedando prácticamente vacíos de trabajadores y con máquinas automatizadas en funcionamiento constante. La línea de montaje permaneció prácticamente activa únicamente en el taller de chapa y pintura para el ensamblaje final de los componentes en el vehículo.
La derrota obrera en octubre de 1980 y el proceso de reestructuración y automatización iniciado por la dirección de Fiat cambiaron irreversiblemente las características de las fábricas de la compañía, en particular la planta principal de Mirafiori. Los despidos indefinidos, a menudo preludio del despido definitivo, de miles de trabajadores designados por Fiat—generalmente entre los más combativos, politizados y resistentes—, el pesimismo, el desánimo y la desilusión presentes entre los trabajadores aún empleados, profundamente decepcionados por el resultado de las luchas, y la reorganización de la fuerza laboral con el vaciado de los talleres más importantes y la introducción de robots automatizados, permitieron a la dirección recuperar el dominio total en la planta, restableciendo un rígido sistema jerárquico basado en el estricto control obrero, la disciplina de fábrica y un sistema de castigos y recompensas, correlacionado con la obediencia y la pasividad de los trabajadores. Los patrones, después de años de intimidación y violencia obrera, retomaron su papel de rígidos guardianes del poder corporativo en la fábrica.
Fiat Mirafiori perdió así definitivamente su carácter de fábrica "especial", centro de las esperanzas obreras para una renovación radical de las relaciones de clase, y se convirtió en una planta industrial normal con una base obrera en franco y progresivo declive numérico, caracterizada por trabajadores ya no jóvenes, pasivamente resignados y temerosos de la posible pérdida de ulteriores puestos de trabajo, dada la decisión de la empresa de reforzar las nuevas plantas periféricas en construcción en el centro y sur de Italia. En 1988 el número de trabajadores en la planta de Mirafiori se redujo a alrededor de 36.000.

### La crisis de Fiat Mirafiori
En 2004 finalizó la producción de motores en la planta; el último producido fue el 1.6 Torque de 16 válvulas que equipó numerosos modelos de Fiat y Lancia (la producción se trasladó a Argentina mientras algunos autos europeos la abandonaron, reemplazados por la unidad 1.6 Ecotec originalmente de Opel/General Motors).
En 2006 en la zona norte de la planta, en un área de 70.000 m² se inaugura el mayor espacio de exposición dedicado a los coches en Europa, el denominado Mirafiori Motor Village.

En julio de 2007 en uno de los antiguos talleres recuperado de la factoría, el llamado taller 83, se inaugúra el Centro Stile Fiat, encargado del estilo de las marcas de Fiat Group.

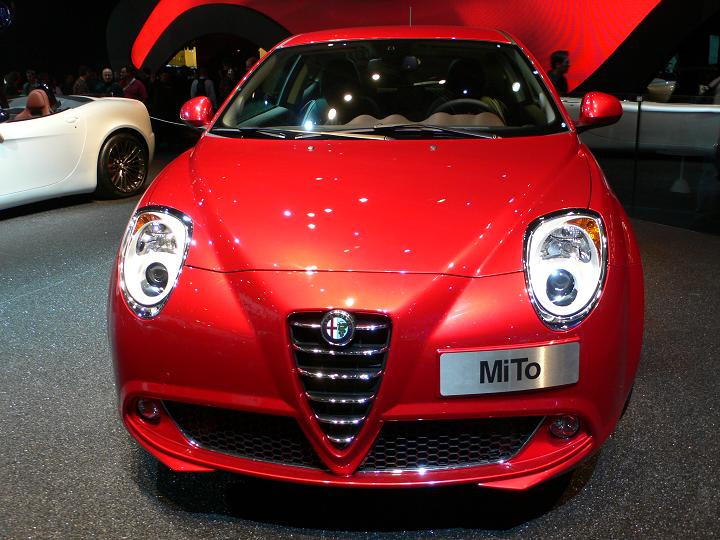
Alfa Romeo MiTo.

El 18 de febrero de 2008 fue inaugurada, en el mismo taller 83 ocupado también desde poco antes por el Centro Stile Fiat la nueva sede de Abarth. Durante la inauguración de la misma se presentó también el nuevo "Abarth 500 (2008)".
Posteriormente, el Centro Stile Fiat y la sede de CNH Industrial se trasladaron al Taller 83. La producción del Alfa Romeo Mito comenzó en 2008 y finalizará en el verano de 2018. En 2014, se remodeló e inauguró la Officina 82, que actualmente alberga las oficinas administrativas.
A partir de 2018 y durante todo 2019 el único modelo que se construyó en fábrica fue el SUV Maserati Levante, desde el primer semestre de 2020 también se ensambla allí el nuevo Fiat 500 con motor eléctrico.
En noviembre de 2010 Fiat Group Automobiles y Chrysler Group LLC, anunciaron una inversión total de mil millones de euros a partes iguales en la planta. Con esta inversión se pretende adaptar la factoría para la fabricación mundial en 2012 de una  nueva generación de automóviles y todoterrenos de los segmentos C y D para las marcas Alfa Romeo y Jeep. La plataforma usada se llamará Compact Wide, y será una adaptación de la C-EVO del Alfa Romeo Giulietta realizada por Chrysler. Con esta inversión se pretende alcanzar una producción anual de entre 250.000 y 280.000 vehículos.
En 2022 se inició la producción del Maserati Quattroporte y del Maserati Ghibli tras su traslado desde la planta de Grugliasco.
También en 2022, se inauguró el Heritage Hub, ubicado en la antigua Officina 81 de Mirafiori, con acceso desde Via Plava 80. Este espacio expositivo está dedicado a la colección de coches clásicos de la compañía, muchos de los cuales son prototipos o piezas únicas. El Heritage Hub no solo es un espacio de exposición para vehículos clásicos producidos por Fiat, Lancia y Alfa Romeo, sino también un centro de documentación e investigación histórica, dedicado a la recuperación y restauración de vehículos considerados dignos de formar parte del extraordinario patrimonio histórico de Stellantis. El centro está abierto al público con visitas guiadas previa reserva.

## Balance
La planta Fiat Mirafiori, construida en vísperas de la Segunda Guerra Mundial, representó la cumbre del modelo clásico de industrialización italiano basado en la gran fábrica. Durante las décadas de 1950 y 1960, con su enorme capacidad de producción, también fue un actor clave en la motorización masiva de Italia. Sin embargo, la fábrica fue también, y sobre todo, un centro neurálgico para la clase obrera, para su desarrollo, su concienciación y sus luchas por la afirmación de sus derechos y la organización del trabajo. El concepto de "centralidad obrera" correspondía sobre todo al modelo Fiat Mirafiori y en esta fábrica la lucha de clases alcanzó su máximo desarrollo de radicalidad y violencia en los años setenta, terminando en los años ochenta, después de una historia hecha de ilusiones, éxitos y esperanzas, con la derrota definitiva del proletariado industrial italiano, la victoria completa de la dirección de la empresa y el consiguiente declive progresivo e imparable de la base productiva de Turín.

## Producción
En Mirafiori se fabrican actualmente los siguientes vehículos:

### En producción
| Foto | Marca    | Modelo      | Inicio de producción |
| ---- | -------- | ----------- | -------------------- |
|      | Fiat     | Nuova 500   | 2020                 |
|      | Maserati | GranTurismo | 2022                 |
|      | Maserati | GranCabrio  | 2024                 |

### Fuera de producción
| Foto | Marca       | Modelo          | Inicio de producción | Fin de producción |
| ---- | ----------- | --------------- | -------------------- | ----------------- |
|      | Fiat        | 500B “Topolino” | 1947                 | 1955              |
|      | Fiat        | 1400            | 1950                 | 1958              |
|      | Fiat        | 1900            | 1952                 | 1958              |
|      | Fiat        | 1200            | 1957                 | 1960              |
|      | Fiat        | 2100            | 1959                 | 1961              |
|      | Fiat        | 1300            | 1961                 | 1967              |
|      | Fiat        | 1800            | 1959                 | 1968              |
|      | Fiat        | 1500            | 1961                 | 1968              |
|      | Fiat        | 600             | 1955                 | 1969              |
|      | Fiat        | 2300            | 1961                 | 1969              |
|      | Fiat        | 1100            | 1947                 | 1970              |
|      | Fiat        | 500             | 1957                 | 1972              |
|      | Fiat        | 125             | 1967                 | 1972              |
|      | Fiat        | 850             | 1964                 | 1973              |
|      | Fiat        | 124             | 1966                 | 1974              |
|      | Fiat        | 127             | 1971                 | 1983              |
|      | Fiat        | 132             | 1972                 | 1981              |
|      | Fiat        | 131             | 1974                 | 1985              |
|      | Fiat        | Panda           | 1980                 | 2003              |
|      | Fiat        | Argenta         | 1981                 | 1985              |
|      | Fiat        | Regata          | 1983                 | 1990              |
|      | Lancia      | Thema           | 1984                 | 1994              |
|      | Fiat        | Uno             | 1983                 | 1995              |
|      | Autobianchi | Y10             | 1985                 | 1995              |
|      | Fiat        | Croma           | 1985                 | 1996              |
|      | Fiat        | Punto           | 1993                 | 1999              |
|      | Fiat        | Marea           | 1996                 | 2003              |
|      | Lancia      | Lybra           | 2002                 | 2005              |
|      | Lancia      | Thesis          | 2002                 | 2007              |
|      | Alfa Romeo  | 166             | 2002                 | 2007              |
|      | Zastava     | 10              | 2005                 | 2008              |
|      | Fiat        | Multipla        | 1998                 | 2010              |
|      | Fiat        | Idea            | 2003                 | 2012              |
|      | Lancia      | Musa            | 2004                 | 2012              |
|      | Alfa Romeo  | MiTo            | 2008                 | 2018              |
|      | Maserati    | Levante         | 2016                 | 2024              |
|      | Maserati    | Quattroporte    | 2021                 | 2024              |
|      | Maserati    | Ghibli          | 2021                 | 2024              |